# Ana Kosmač
Ana Kosmač, slovenska športna plezalka, poročena Hladnik, * 20. februar 1987, Kranj. 
Med letoma 1996 in 2005 je bila šestkratna državna prvakinja v mladinskih kategorijah. 
Osnovno šolo je obiskovala v Žireh in gimnazijo v Idriji. Na Pedagoški fakulteti v Ljubljani je pridobila diplomo iz razrednega pouka.  
Do leta 2005 je bila na 41 tekmah državnega nivoja  32-krat prva, sedemkrat druga in dvakrat tretja. Na 32 tekmah evropskega pokala je bila sedemkrat prva, trikrat druga in dvakrat tretja. V sezoni 2002 je bila najboljša med slovenskimi ženskimi športnimi plezalkami.
Je nečakinja alpinista Marka Čara, z družino živi v Žireh. 

## Plezalni dosežki
- 2001 Retovje, Pokrajculja 8a
- 2001 Mišja peč, Samsara 8a
- 2003 Mišja peč, Corto 8a, Giljotina 8a, Godla 7c+ (na pogled), Hobit 7c/c+ (na pogled), Rock'n roll 7c/c+ (na pogled)
- 2013 Paklenica, Anića kuk, Rumeni strah 7c, 350 m (na pogled)
- 2014 Kalimnos, Danny boy 8a
- 2014 Vipavska Bela, Maša sprave 8a